# کوزوووکی (استان اوپوله)
کوزوووکی (به لهستانی: Kozłówki) یک منطقهٔ مسکونی در لهستان است که در گمینا کیتژ واقع شده‌است. کوزوووکی ۱۸۴ نفر جمعیت دارد.